# Vales do Rio
Vales do Rio ist ein Ort und eine ehemalige Gemeinde (Freguesia) im portugiesischen Kreis Covilhã. Die Gemeinde hatte 674 Einwohner (Stand 30. Juni 2011).
Am 29. September 2013 wurden die Gemeinden Vales do Rio und Peso zur neuen Gemeinde União das Freguesias de Peso e Vales do Rio zusammengeschlossen.